# 汚水溜
汚水溜（おすいだめ）は、生活排水を処理するための設備の一種。英語でセスプール（Cesspool）やセスピット（Cesspit）ともいう。水洗トイレからの下水や台所や洗濯での生活雑排水を処理する。

## 構造
汚水溜（セスプール）は、汚水の貯留、沈殿、放流を行う設備で、槽から浸透しない構造のもので、し尿や生活雑排水の処理に用いられている。
東欧諸国の下水道が整備されていない地域では家庭排水をいったん槽に貯留した後、汲み取り業者に回収されているが、実際には多くの場合、貯留限度を超えてオーバーフローパイプから排出されているといわれ問題になっている。
中東地域でも下水道が整備されていない地域では、家庭や商業施設、役所などからの汚水（トイレからの排水や台所や洗濯での雑排水）がこの槽で処理されている。汚水は槽内で徐々に分解されるが、汚泥が溜まるため通常1か月に1回程度引き抜きが必要だが、実際には槽の底面や壁面は浸透しないようには施工されておらず、汚泥の引き抜きもあまり行われず衛生上問題とされている。